# Marco di Carli
Marco di Carli (* 12. April 1985 in Löningen/Niedersachsen) ist ein ehemaliger deutscher Schwimmer. Di Carli war sehr vielseitig und trat auf internationalen Wettkämpfen in den Disziplinen Rücken, Freistil und Lagen an.

## Werdegang
Marco di Carli ist Polizeioberkommissar und war in der Sportfördergruppe bei der Hessischen Landespolizei. Er trainierte lange bei seinem Heimatverein, SV Sigiltra Sögel. 2001 wechselte er an den OSP Hamburg, um dort unter Leitung von Dirk Lange zu trainieren. Er feierte damals seine ersten nationalen und internationalen Erfolge. Die Zusammenarbeit wurde mit der Finalteilnahme bei den Olympischen Spielen von Athen 2004 gekrönt. Hier belegte di Carli mit 19 Jahren über 100 Meter Rücken im Finale den 8. Platz. 2005 folgte der Schwimmer seinem Trainer Dirk Lange nach Pretoria (Südafrika). 2006 wechselte di Carli an den OSP Hessen, um in Frankfurt/Main sein Training zu absolvieren. Erstmals wechselte der Schwimmer auch den Verein und startete fortan für die SG Frankfurt. Die betreuenden Trainer in Frankfurt waren Stefan Döbler (2006–2007), Michael Ulmer (2007), Jörg Bügner (2007–2008) und Martin Grabowski (2008–2011).
Nach sportlichen und persönlichen Rückschlägen gelang dem Sportler das Comeback im Jahr 2011. Unter der sportlichen Regie von Michael Ulmer (2011–2013) gelang dem Athleten der Rückgewinn seines früheren deutschen Rekordes aus 2007 über 100 Meter Freistil in 48,24 s, sowie die kurzzeitige Führung in der Weltjahresbestenliste über diese Strecke. 2012 nahm di Carli an den Olympischen Spielen von London teil und erreichte hier einen 6. Platz mit der 4 × 100-m-Freistilstaffel, die zudem bereits im Vorlauf einen neuen deutschen Rekord aufstellte. 2013 wechselte di Carli nach München an den OSP Bayern. Unter der Leitung von Olaf Bünde bereitete er sich dort auf seine dritte Teilnahme an Olympischen Spielen vor. Die Qualifikation für das Staffelrennen über 4 × 100 Meter Freistil verpasste er mit einer Zeit von 48,89 s nur um 9 Hundertstel.
Im Februar 2017 gab di Carli seinen Rücktritt vom Leistungssport bekannt.

## Erfolge
- Neun deutsche Meistertitel seit 2003 (100 m Rücken, 50 m Freistil, 100 m Freistil, 100 m Lagen)
- Silbermedaillen bei den Jugend-Europameisterschaften 2003 über 50 und 100 Meter Rücken
- Bronzemedaille bei den Kurzbahneuropameisterschaften 2003 in Dublin über 100 Meter Lagen
- Silbermedaille bei den Europameisterschaften 2012 in Debrecen mit der 4-mal-100-Meter-Lagenstaffel
- Finalteilnahme bei den Olympischen Spielen 2004 in Athen über 100 Meter Rücken (Rang acht)
- Finalteilnahme bei den Olympischen Sommerspielen 2012 in London mit der 4-mal-100-Meter-Freistilstaffel
- Vierter bei den Weltmeisterschaften 2005 in Montreal mit der 4-mal-100-Meter-Lagenstaffel
- Deutscher Meister mit deutschem Rekord über 100 Meter Freistil (48,24 s) bei den Deutschen Meisterschaften 2011